# Przejścia graniczne Austrii
Wszystkie granice Austrii: z Niemcami, Włochami (od 1 grudnia 1997), Czechami, Słowacją, Węgrami, Słowenią (od 21 grudnia 2007), ze Szwajcarią (od 12 grudnia 2008) i Liechtensteinem (od 19 grudnia 2011) są wewnętrznymi granicami strefy Schengen. W myśl art. 2 układu z Schengen na granicach tych nie prowadzi się kontroli paszportowej, a ich przekraczanie jest dozwolone w każdym miejscu i o każdym czasie; wobec tego nie ma na nich przejść granicznych.
Od czasu przystąpienia Austrii do UE jej granice – najpierw z Niemcami i Włochami, później również z Czechami, Słowacją, Węgrami i Słowenią są wewnętrznymi granicami Unii Europejskiej. Do czasu przystąpienia sąsiadów Austrii do strefy Schengen (2004–2007) odbywała się na nich tylko kontrola paszportowa.
Obecnie tylko granica ze Szwajcarią i Liechtensteinem jest granicą zewnętrzną Unii Europejskiej i odbywa się na niej wyrywkowa kontrola celna.
Informacje austriackiej policji z . Jeśli nie zaznaczono inaczej, przejście jest otwarte cały rok, codziennie, całą dobę, dla ruchu osobowego i towarowego, dla obywateli wszystkich państw świata. Aktualność danych nie została wskazana; niektóre informacje budzą wątpliwości.

## Dawne przejścia graniczne

### Granica zCzechami

#### przejścia drogowe
- Wullowitz – Dolní Dvořiště
- Weigetschlag – Studánky
- Guglwald – Přední Výtoň czynne od 6 do 22 w okresie od 15 marca do 31 października, od 8 do 18 w okresie od 1 listopada do 14 marca; dla obywateli Austrii i Czech oraz państw, z którymi te państwa mają ruch bezwizowy
- Schöneben – Zvonková czynne od 8 do 20 codziennie w okresie od 15 kwietnia do 2 listopada; dla obywateli Austrii i Czech oraz państw, z którymi te państwa mają ruch bezwizowy; dla pieszych, rowerzystów i motorowerzystów
- Plöckensteinersee – Plešné jezero czynne od 8 do 18 w okresie od 15 kwietnia do 31 października; dla obywateli Austrii i Czech oraz państw, z którymi te państwa mają ruch bezwizowy
- Igelbach / Doppelbrücke – Ježová czynne od 8 do 20 w okresie od 1 kwietnia do 31 października; dla obywateli Austrii i Czech oraz państw, z którymi te państwa mają ruch bezwizowy; dla pieszych i rowerzystów
- St.Oswald – Koranda czynne od 8 do 20 w okresie od 1 kwietnia do 31 października; dla obywateli Austrii i Czech oraz państw, z którymi te państwa mają ruch bezwizowy; dla pieszych i rowerzystów
- Adalbert Stifter Denkmal (szlak turystyczny) czynne od 8 do 18 w okresie od 15 kwietnia do 31 października; dla obywateli Austrii i Czech oraz państw, z którymi te państwa mają ruch bezwizowy; dla pieszych (szlak turystyczny do pomnika Adlaberta Stiftera)
- Drasenhofen – Mikulov
- Fratres – Slavonice czynne od 6 do 22; dla obywateli Austrii i Czech oraz państw, z którymi te państwa mają ruch bezwizowy
- Gmünd-Bleylebenstraße – České Velenice czynne od 7 do 19; dla obywateli Austrii i Czech oraz państw, z którymi te państwa mają ruch bezwizowy; dla pieszych i rowerzystów
- Gmünd-Böhmzeil – České Velenice
- Grametten – Nova Bystrice
- Hardegg – Cizov czynne od 8 do 20 w okresie od 15 kwietnia do 2 listopada; tylko dla obywateli Austrii i Czech; dla pieszych i rowerzystów
- Kleinhaugsdorf – Hate
- Laa an der Thaya – Hevlin ruch towarowy tylko dla samochodów o masie do 6 ton
- Mitterretzbach -Hnanice czynne od 6 do 22; dla obywateli państw UE z samochodami osobowymi, motocyklami, rowerami i pieszo; dla obywateli innych państw, które mają z nimi ruch bezwizowy – z motocyklami, rowerami i pieszo
- Gmünd / Nagelberg – Halamky
- Oberthürnau – Vratenin czynne od 6 do 22; dla obywateli Austrii, Czech i państw mających z nimi ruch bezwizowy
- Phyrabruck – Nove Hrady czynne od 6 do 22; dla obywateli Austrii, Czech i państw mających z nimi ruch bezwizowy
- Reintal – Postorna czynne od 6 do 22; dla obywateli państw UE; dla obywateli innych państw, które mają z nimi ruch bezwizowy – z motocyklami, rowerami i pieszo
- Schlag – Halamky czynne od 8 do 18 w okresie od 1 maja do 30 czerwca i od 1 września do 15 października, od 8 do 20 w okresie od 1 lipca do 31 sierpnia; dla obywateli Austrii, Czech i państw mających z nimi ruch bezwizowy; dla pieszych i rowerzystów
- Schrattenberg – Valtice czynne od 6 do 22; dla obywateli państw UE; dla obywateli innych państw, które mają z nimi ruch bezwizowy – z motocyklami, rowerami i pieszo

#### przejścia kolejowe
- Gmünd-Bahnhof – České Velenice czynne od 7 do 1930
- Retz – Znaim czynne od 7 do 20
- Hohenau – Břeclav

### Granica zeSłowacją

#### przejścia drogowe
- Angern an der March – Záhorská Ves czynne od 6 do 22; dla obywateli Austrii i Słowacji; dla obywateli państw mających z nimi ruch bezwizowy – tylko z samochodami ciężarowymi do 3,5 tony, z motocyklami, rowerami i pieszo
- Berg – Petrzalka
- Hohenau (Brücke) – Moravsky Jan czynne od 6 do 22; dla obywateli państw UE
- Kittsee – Bratislava-Jarovce dla ruchu towarowego czynne od 6 do 24 od poniedziałku do piątku, od 6 do 18 w soboty i od 15 do 24 w niedziele i święta (autostrada)
- Kittsee (Zollposten) – Bratislava-Jarovce czynne od 6 do 22; dla obywateli państw UE i posiadaczy paszportów dyplomatycznych; bez ruchu towarowego

#### przejścia kolejowe
- Marchegg – Bratislava-Devinska Nova Ves
- Kittsee (Bahn) – Bratislava-Petržalka czynne od 5 do 21

#### przejścia rzeczne
- Hainburg – Bratislava-Devin

### Granica zWęgrami

#### przejścia drogowe
- Nickelsdorf – Hegyeshalom (autostrada)
- Andau – Jánossomorja czynne od 8 do 20 w okresie od 1 kwietnia do 31 maja i od 1 października do 2 listopada, od 6 do 22 w okresie od 1 czerwca do 30 września; dla pieszych i rowerzystów
- Pamhagen – Fertőd czynne od 6 do 24; bez ruchu towarowego
- Mörbisch am See – Fertőrákos czynne od 8 do 20 w okresie od 1 kwietnia do 31 maja i od 1 października do 2 listopada, od 6 do 22 w okresie od 1 czerwca do 30 września; dla pieszych i rowerzystów
- Klingenbach – Sopron
- Deutschkreutz – Kópháza
- Lutzmannsburg – Zsira czynne od 8 do 20 w okresie od 1 maja do 2 listopada, od 8 do 16 w okresie od 3 listopada do 30 kwietnia; dla obywateli Austrii, Węgier, państw mających z nimi ruch bezwizowy i państw EOG
- Rattersdorf – Kőszeg
- Geschriebenstein – Irottkö czynne od 8 do 20 w okresie od 15 kwietnia do 31 maja i od 1 października do 15 października, od 6 do 22 w okresie od 1 czerwca do 30 września; dla obywateli państw UE; dla pieszych idących na szczyt Geschriebenstein
- Rechnitz – Bozsok czynne od 6 do 22; dla obywateli państw UE; bez ruchu towarowego
- Schachendorf – Bucsu
- Eberau – Szentpéterfa czynne od 6 do 22; dla obywateli państw UE; bez ruchu towarowego
- Heiligenkreuz im Lafnitztal – Rábafüzés

#### przejścia kolejowe
- Hegyeshalom – Nickelsdorf
- Sopron/Déli – Loipersbach
- Jennersdorf – Szentgotthárd czynne w czasie przejazdu pociągów

### Granica zeSłowenią

#### przejścia drogowe
- Bonisdorf – Kuzma
- Tauka – Matjaševci czynne od 6 do 19 w poniedziałki, środy, piątki i soboty oraz od 8 do 19 w niedziele w okresie od 1 kwietnia do 31 października, od 8 do 17 w soboty w okresie od 1 listopada do 31 marca; tylko dla ruchu przygranicznego obywateli państw UE; dla pieszych, rowerzystów i motorowerzystów
- Kalch – Sotina czynne od 6 do 20 w okresie od 1 kwietnia do 31 października, od 7 do 18 w poniedziałki, środy, piątki i soboty w okresie od 1 listopada do 31 marca; tylko dla ruchu przygranicznego obywateli państw UE; dla pieszych, rowerzystów i motorowerzystów
- Lavamünd – Vič
- Leifling – Libeliče czynne od 8 do 19; dla obywateli państw EOG
- Grablach – Holmec
- Raunjak – Mežica czynne od 8 do 19; dla obywateli państw EOG
- Paulitschsattel – Pavličevo sedlo czynne od 8 do 19 w okresie od 1 kwietnia do 30 czerwca, od 7 do 21 w okresie od 1 lipca do 15 września, od 8 do 19 w okresie od 16 września do 2 listopada; tylko dla ruchu przygranicznego obywateli państw EOG; także przejście turystyczne
- Seebergsattel – Jezersko czynne od 8 do 19 w okresie od 1 kwietnia do 30 czerwca, od 6 do 22 w okresie od 1 lipca do 15 września, od 8 do 19 w okresie od 16 września do 31 października; tylko dla ruchu przygranicznego obywateli państw EOG; także przejście turystyczne
- Loibltunnel – Ljubelj
- Karawankentunnel – Karavanke
- Wurzenpass – Korensko sedlo
- Spielfeld Autobahn – Sentilj-novi-avtocesta
- Spielfeld Straße – Šentilj-stari MMP
- Radkersburg – Gornja Radgona
- Mureck – Trate
- Sicheldorf – Gederovci
- Langegg – Jurij
- Radlpass – Radlje
- Soboth – Muta czynne od 7 do 17 w piątki w okresie od 16 kwietnia do 5 października; dla mieszkańców miejscowości przygranicznych
- St. Bartholomäus – Sveti Jernej nad Muto czynne od świtu do zmierzchu w okresie od 1 marca do 30 listopada; dla obywateli państw-stron układu o alpejskim ruchu turystycznym
- Laaken – Pernice czynne od 7 do 19 w soboty, niedziele i środy latem, od 8 do 16 w niedziele zimą; dla mieszkańców miejscowości przygranicznych
- St. Pongratzen – Sveti Pankracij czynne w drugą niedzielę maja, w poniedziałek po Zielonych Świątkach, 17 lipca, w pierwszą niedzielę po 17 lipca, drugą niedzielę sierpnia, pierwszą niedzielę września; dla mieszkańców miejscowości przygranicznych
- Oberhaag – Remšnik czynne od 7 do 19 w poniedziałki, środy i piątki latem, od 8 do 17 w poniedziałki i środy; dla mieszkańców miejscowości przygranicznych
- Arnfels – Kapla czynne od 7 do 19 w środy i niedziele latem, w okresie od 1 listopada do 31 marca zamknięte; dla mieszkańców miejscowości przygranicznych
- Schlossberg – Gradišče czynne od 7 do 20 w poniedziałki, wtorki, czwartki, piątki, soboty i święta latem, od 8 do 17 we wtorki, czwartki, soboty i święta zimą; dla mieszkańców miejscowości przygranicznych
- Grosswalz – Sveti Duh na Ostrem vrhu czynne od 7 do 20 latem, od 8 do 17 w poniedziałki, środy, piątki, niedziele i święta zimą; dla obywateli państw UE
- Sulztal – Špičnik czynne od 7 do 20 w poniedziałki i piątki latem, od 8 do 17 w środy zimą; tylko dla mieszkańców miejscowości przygranicznych
- Berghausen – Svečina czynne od 7 do 20 we wtorki i czwartki latem, zimą zamknięte; tylko dla mieszkańców miejscowości przygranicznych
- Ehrenhausen – Plač – czynne od 7 do 21 latem, od 7 do 18 zimą; tylko dla mieszkańców miejscowości przygranicznych
- Weitersfeld – Sladki Vrh czynne od 5 do 20 w dni powszednie i od 3 do 21 w niedziele latem, zimą zamknięte; tylko dla mieszkańców miejscowości przygranicznych
- Zelting – Cankova czynne od 5 do 20 latem, od 6 do 20 od wtorku do niedzieli zimą; tylko dla mieszkańców miejscowości przygranicznych
- Goritz – Korovci czynne od 6 do 20 w poniedziałki, środy i piątki latem, zimą zamknięte; tylko dla mieszkańców miejscowości przygranicznych
- Pölten – Gerlinci czynne od 6 do 20 w poniedziałki, wtorki, czwartki, piątki i soboty latem, od 8 do 17 w poniedziałki, środy i piątki zimą; tylko dla mieszkańców miejscowości przygranicznych
- Gruisla – Fikšinci czynne od 6 do 20 w poniedziałki, czwartki, piątki i soboty latem, zimą zamknięte; tylko dla mieszkańców miejscowości przygranicznych
- Sankt Anna am Aigen – Kramarovci czynne od 6 do 20 latem, od 8 do 17 w poniedziałki, środy, piątki i soboty zimą; tylko dla mieszkańców miejscowości przygranicznych

#### przejścia kolejowe
- Bleiburg-Bahn – Prevalje
- Rosenbach – Jesenice
- Spielfeld-Bahn – Sentilj

#### przejścia turystyczne (alpejskie)
Alpejskie turystyczne przejścia graniczne (Alpiner Grenzübergang) są czynne od świtu do zmierzchu w okresie od 15 kwietnia do 15 listopada. Są przeznaczone dla ruchu turystycznego. Są dostępne dla obywateli Austrii i Słowenii oraz obywateli państw, z którymi te państwa mają ruch bezwizowy. Wyjątki zaznaczono.
- Hühnerkogel – Košenjak
- Petzen – Peca
- Luscha – Koprivna
- Uschowa – Olševa
- Steiner Alpen – Kamniške Alpe obejmuje także przejścia Paulitschsattel-Pavlicevo sedlo, Sanntaler Sattel-Savinjsko sedlo i Seeländer Sattel-Jezersko sedlo
- Paulitschsattel także przejście drogowe ruchu przygranicznego
- Seebergsattel także przejście drogowe ruchu przygranicznego
- Koschuta – Košuta
- Hochstuhl – Štol
- Loiblpass – Prelaz Ljubelj
- Kahlkogel – Golica
- Mittagskogel – Kepa
- Dreiländereck – Tromeja

## Istniejące przejścia graniczne

### Granica zeSzwajcarią

#### przejścia drogowe
- Martinsbruck – Martina czynne od 5 do 23
- Pfunds – Martina
- Spiss – Martina
- Feldkirch-Bangs – Lienz czynne od 5 do 23
- Meiningen – Oberriet czynne od 8 do 16 soboty i niedziele nieczynne
- Koblach – Montlingen czynne od 430 do 24
- Mäder – Kriessern czynne od 5 do 24
- Hohenems – Diepoldsau
- Lustenau-Schmitterbrücke – Diepoldsau czynne od 5 do 22
- Lustenau-Wiesenrain – Widnau czynne od 4 do 24
- Lustenau-Rheinbrücke – Au
- Höchst – St. Margrethen
- Gaißau – Rheineck
- Jägersteig ruch osobowy; czynne od świtu do zmierzchu
- Felsbandweg ruch osobowy; czynne od świtu do zmierzchu
- Gantensteinweg ruch osobowy; czynne od świtu do zmierzchu
- Rainweg ruch osobowy; czynne od świtu do zmierzchu
- Habererweg ruch osobowy; czynne od świtu do zmierzchu
- Rheindammweg ruch osobowy; czynne od świtu do zmierzchu

#### przejścia kolejowe
- Feldkirch – Buchs czynne podczas ruchu pociągów
- Bregenz-Lustenau Markt – St. Margrethen czynne podczas ruchu pociągów

#### przejścia rzeczne (Jezioro Bodeńskie)
- Hard Schiffs-Hafen czynne od kwietnia do października w godzinach planowego ruchu statków
- Bregenz – Seehafen czynne od kwietnia do października w godzinach planowego ruchu statków

### Granica zLiechtensteinem

#### przejścia drogowe
- Feldkirch-Tisis – Schaanwald
- Feldkirch-Tosters – Mauren czynne od 430 do 23 w dni powszednie, od 6 do 23 w niedziele i święta
- Feldkirch-Nofels – Ruggell czynne od 430 do 23

### Przejścia graniczne w międzynarodowych portach lotniczych
- Hörsching
- Hofkirchen zmienne godziny otwarcia
- Gmunden czynne od 9 do godziny po zmierzchu
- Ried czynne od 8 do 20 w okresie od 1 kwietnia do 31 października, od 10 do zmierzchu od 1 listopada do 31 marca
- Schärding/Suben czynne od 10 do 830 od poniedziałku do piątku i od 10 do pół godziny po zmierzchu w soboty, niedziele i święta
- Summerau
- Flughafen Graz czynne w godzinach pracy portu lotniczego
- Flughafen Innsbruck czynne w godzinach pracy portu lotniczego
- Flugfeld Hohenems uruchamiane na żądanie